# Refluxnephropathie
Unter dem Begriff Refluxnephropathie werden radiologisch und histologisch sichtbare Gewebeveränderungen von bestimmten Funktionszellen der Niere (Nephron) zusammengefasst. Es kommt zu einer Schädigung des Nierenparenchyms mit einer Niereninsuffizienz der betroffenen Niere.
Die Refluxnephropathie ist ein Krankheitsbild, das durch einen vesikoureteralen Reflux in Kombination mit einer bakteriellen Infektion der Niere in jungen Jahren verursacht wird. Gelegentlich schreitet die progressive Organzerstörung bis zur Bildung einer pyelonephritischen Schrumpfniere voran.

## Geschichte
Ross R. Bailey hat 1973 den Fachbegriff der Refluxnephropathie eingeführt. Er beschrieb eine tubulointerstitielle Nierenschädigung, die durch einen retrograden Fluss von infiziertem oder unter hohem Druck stehenden Urin aus der Harnblase in das Nierenbecken und in die Ductus Bellini der Sammelrohre verursacht wird. Vorher bezeichnete man dieses Krankheitsbild als chronische Pyelonephritis.

## Ursache
Eine Refluxnephropathie entsteht durch einen Reflux (lateinisch für Rückfluss) von Harn aus der Harnblase in das Nierenbecken, meist aufgrund angeborener Fehlbildungen der ableitenden Harnwege (englisch: Congenital Anomalies of Kidney and Urinary Tract, kurz CAKUT). Der gesunde Harnleiter leitet den Harn durch peristaltische Wellen seiner glatten Muskulatur vom Nierenbecken abwärts in die Harnblase. Ein krankhafter Rückfluss von Harn aus der Harnblase in Richtung des Nierenbeckens ist normalerweise nicht möglich, da die peristaltischen Wellen immer vom Nierenbecken weg abwärts in Richtung der Harnblase verlaufen und der Harnleiter durch seinen Verlauf vor der Einmündung in die Blase eine Art Ventil bildet.
Im Kindesalter ist die Hälfte aller Harnwegsinfekte durch eine Refluxnephropathie bedingt, bei Erwachsenen hingegen nur in fünf Prozent der Fälle. Bei Kindern kommt es besonders beim Vorliegen von Doppelnieren häufig zum vesikoureteralen Reflux und manchmal auch zum vesikorenalen Reflux mit einer Nierenbeckenentzündung und nachfolgender Refluxnephropathie mitunter mit ausgeprägter Narbenbildung. Bei 3066 nierentransplantierten Kindern und Jugendlichen in den USA wurde in neun Prozent eine Refluxnephropathie diagnostiziert.
Auch nach Nierentransplantationen bei Erwachsenen kann es zur Refluxnephropathie kommen. Denn oft entsteht trotz einer antirefluxiven Operationstechnik bei der Ureterneuimplantation ein vesikoureteraler Reflux in den Transplantatureter.

## Diagnostik
Eine anatomische obstruktive Anomalie muss ausgeschlossen werden. Ein Miktionszystourethrogramm kann zur Funktionsdiagnostik benutzt werden. Narben und Kelchdeformierungen stellen sich im intravenös eingeleiteten Pyelogramm dar. Dieses Verfahren kann insbesondere bei Kindern durch einen Scan mit der radioaktiv markierten Dimercaptobernsteinsäure ersetzt werden. meso-DMSA (Succimer) wird dabei als Komplexbildner für das radioaktive Technetium-Isotop 99mTc (zum Beispiel bei der Nierenszintigraphie) verwendet. Außerdem werden die Sonographie, die Computertomographie und die Magnetresonanztomographie zur Diagnostik eingesetzt.
Jede Schädigung des Nierengewebes führt zur Nierenschwäche. Die Serumkonzentration der harnpflichtigen Substanzen steigt an. Die Glomeruläre Filtrationsrate als Maß für die Schwere der Niereninsuffizienz sinkt. Wenn nur eine der beiden Nieren betroffen ist, gibt es keine Möglichkeit, die filtrative Leistung der Glomeruli beider Nieren seitengetrennt zu beurteilen. Denn im Nephron kann die Leistung von Glomeruli und den Nierenkanälchen nicht getrennt analysiert werden. Die Filterleistung der gesamten Niere kann mit radioaktiven Markern jedoch seitengerecht bestimmt werden.

## Klassifikation
Der Reflux (nicht die Refluxnephropathie) wird in fünf Schweregrade eingeteilt:
- Grad I: Reflux erreicht das Nierenbecken nicht
- Grad II: Reflux erreicht das Nierenbecken, keine Dilatation des Hohlraumsystems
- Grad III: leichte oder mäßige Erweiterung des Harnleiters, Fornices weitgehend normal
- Grad IV: mäßige Erweiterung des Harnleiters, Fornices verplumpt
- Grad V: starke Erweiterung des Harnleiters

## Epidemiologie
Das Risiko für das Entstehen progressiver Nierenparenchymnarben bei einem vesikoureteralen Reflux ist im frühesten Säuglingsalter am höchsten. Im Erwachsenenalter sind Frauen viel häufiger als Männer betroffen. Diese Geschlechtsbevorzugung heißt Gynäkotropie. Dies könnte auf die erhöhte Inzidenz von Harnwegsinfektionen bei Mädchen zurückzuführen sein. Besonders wegen ihrer deutlich kürzeren Urethra ist bei ihnen ein vesikoureteraler Reflux doppelt so häufig wie bei Jungen. Die Refluxnephropathie ist eine der häufigsten Erkrankungen in der Schwangerschaft, hier ist auch die kindliche Mortalität erhöht.

## Therapie
Die perineale Hygiene spielt bei Kindern eine große Rolle. Eine Langzeitprophylaxe mit Antibiotika ist möglich. Daneben gibt es die chirurgische Korrektur mittels Antirefluxplastik. Ein konservatives Vorgehen ist der Auslassversuch der Antibiose (bei negativen Urinkulturen).
Bei Erwachsenen werden Harnwegsinfektionen und eine sekundäre arterielle Hypertonie medikamentös behandelt. Bei jungen Frauen mit einer Antibiotikaresistenz kommt in ausgeprägtem Stadium eine operative Sanierung in Frage.
In schweren Fällen können auch eine antirefluxive Ureterimplantation oder sogar eine Nephrektomie erwogen werden.